# Raznojedi
Raznojedi (lat. Polyphaga), podred kukaca kornjaša ili tvrdokrilaca (Coleoptera) čije ime polifagi označava raznojede, hranidbenu skupinu čija je ishrana biljnog i životinjskog podrijetla, ali su pretežno biljožderi, i za razliku od Adephaga, rijetko grabežljivci, a sastoji se od pet infraredova.
U raznojede pripada preko 300.000 opisanih vrsta u 144 porodice. 

## Infraredovi
- Infrared Bostrichiformia Forbes, 1926
- Infrared Cucujiformia Latreille, 1802
- Infrared Elateriformia Crowson, 1960
- Infrared Scarabaeiformia Crowson, 1960
- Infrared Staphyliniformia Lameere, 1900